# Miguel Chaves Sánchez
Miguel Chaves Sánchez (nacido el 10 de febrero de 1955) es un exjugador de hockey sobre hierba español. Su logro más significativo fue una medalla de plata en los juegos olímpicos de Moscú 1980 con la selección de España, siendo esta su única participación en unos Juegos Olímpicos. 